# Шарко, Жан Мартен
Жан Марте́н Шарко́ (фр. Jean-Martin Charcot; 29 ноября 1825, Париж, Франция — 16 августа 1893, Морван, Ньевр, Франция) — французский врач-психиатр и педагог, учитель Зигмунда Фрейда, специалист по неврологическим болезням, основатель нового учения о психогенной природе истерии. Провёл большое число клинических исследований в области психиатрии с использованием гипноза как основного инструмента доказательства своих гипотез. Основатель кафедры психиатрии в Парижском университете. Член Парижской академии наук (с 1863 года), был членом Французского географического общества.
Отец Жана-Батиста Шарко — полярного исследователя, океанографа.

## Биография
Родился в Париже 29 ноября 1825 года в семье бедных ремесленников-каретников. Его отец из трёх сыновей смог дать хорошее образование только Жану Мартену. Его определили в лицей Кондорсе. В 1844 году он поступил на медицинский факультет Парижского университета, через четыре года стал интерном в больнице Сальпетриер, открытой в 1656 году и предназначенной для «престарелых женщин и частью как приют для эпилептичек и помешанных».
В 1858 году Шарко стал доктором медицины, в 1860 году — профессором невропатологии. В 1862 году он возвращается в больницу уже в качестве главного врача, ему достается отделение с «не-психическими эпилептичками и истеричками» (тогда считали, что истерия — заболевание не психического характера).
В 1866 году Шарко начал читать в Сальпетриер лекции по внутренним, а с 1870 года — по нервным болезням, они пользовались большим успехом, на них съезжались известные врачи и ученые. 1872 году он становится профессором патологической анатомии на медицинском факультете Парижского университета. Шарко понимал необходимость масштабных исследований в области нервных болезней, и в Сальпетриер начинают принимать новых пациентов с нервными расстройствами, в том числе мужчин, создаются новые лаборатории, патолого-анатомический музей. В результате этих преобразований возникает специализированный невропатологический институт. В 1882 году Шарко возглавил новую кафедру нервных болезней, которая открылась в Сальпетриер благодаря стараниям друзей и самого ученого. В 1880 году им был основан журнал «Архивы неврологии».
В 1883 году Шарко, уже будучи учёным с мировым именем, стал членом Парижской академии наук. К этому времени он имел множество учеников, был почётным членом нескольких иностранных академий и научных обществ. За свою жизнь Шарко был избран президентом, вице-президентом, почётным или действительным членом 55 академий, университетов и научных обществ. Шарко дважды посетил Россию (в 1881 и 1891 гг.), причём оба эти визита привлекли большое внимание медицинского сообщества. Его дочь владела русским языком, у него учились и стажировались многие выходцы из России. В специальном выпуске «Современной психоневрологии», посвящённом Шарко, В. М. Бехтерев писал, что «парижские врачи… ревновали нас, русских, и, смеясь, сочинили анекдот о русском происхождении Шарко, производя его фамилию от украинского города Харькова (Charcot во французском произношении)».
Среди пациентов Шарко в 1883 году была Татьяна Давыдова, любимая племянница Петра Ильича Чайковского, проходившая лечение от морфинизма.
Шарко умер 16 августа 1893 году в Морване (департамент Ньевр). Его похороны прошли тихо и скромно, так как при жизни он просил, чтобы «на его гроб не было возложено ни одного венка и над его могилой не было произнесено ни одной речи».

## Научно-исследовательская работа
В начале своей исследовательской деятельности Шарко занимался преимущественно внутренними болезнями (туберкулёз, ревматизм, пневмонии, болезни почек). Позже он стал изучать строение мозга, локализацию функций в нём, и болезни, связанные с нарушением мозговых структур. Используя патоморфологические данные, он установил связь между полиомиелитом и некоторыми другими заболеваниями, проявляющимися в атрофии мышц. Описал т. н. сустав Шарко (нейрогенный отёк сустава, вызванный дегенерацией спинного мозга) и доказал, что эта патология не связана с ревматизмом. В 1868 году дал первое подробное описание рассеянного склероза, а в 1869 — амиотрофического бокового склероза. Совместно с Ш. Бушаром установил причины кровоизлияний в мозг. Занимаясь травмами спинного мозга, подробно описал его анатомию и физиологию.
С 1870 году Шарко заинтересовался заболеваниями нервной системы (рассеянный склероз, болезнь Паркинсона). В своих лекциях и научных трудах он подчеркнул значение для неврологии описаний болезни, сделанных Джеймсом Паркинсоном, чей труд «Эссе о дрожательном параличе» не был должным образом оценён при жизни, и предложил эпоним «болезнь Паркинсона», ставший с тех пор общепринятым. Он отверг термин «дрожательный паралич», отметив, что пациенты с болезнью Паркинсона обычно сохраняют мышечную силу и могут не иметь тремора.
В 1885 году Жиль де ля Туретт, который был учеником, личным секретарём, а затем и врачом Шарко, в классической статье обосновал выделение тиков в качестве самостоятельного феномена и представил описание болезни, получившей, по предложению Шарко, название «болезнь тиков Жиля де ля Туретта» (фр. Gilles de la Tourette's illness). Как он сам писал в предисловии к своему труду, статья была «написана с помощью профессора Шарко».
В клинике Сальпетриер Шарко руководил отделением с больными истерией. Ко времени, когда он подошёл к изучению природы истерии, эта болезнь считалась исключительно женской, а её причины видели в нарушении работы матки. В своей клинической практике Шарко обратил внимание на то, что его пациентки часто страдали такими соматическими заболеваниями, как параличи, слепота, опухоли, не имея при этом ни нарушений мозга, ни других характерных в таких случаях органических нарушений. Он также заметил, что эти женщины обладали повышенной чувствительностью к гипнозу. На публичных лекциях по медицине и психопатологии Шарко проводил эксперименты, в ходе которых вводил своих больных в состояние гипноза и внушал им, что они страдают параличом той или иной части тела. После выхода из гипнотического состояния испытуемые действительно оказывались парализованными. Так же с помощью гипноза Шарко возвращал их в обычное, здоровое состояние.
В результате он пришёл к выводу, что при истерии человек находится в состоянии, подобном гипнозу, в обычной жизни. У такого человека может наступить паралич либо от сильного удара по какой-либо части тела, или от слабого, но постоянного и монотонного воздействия какого-то раздражителя (что выступает здесь как аналог внушения гипнотизера).
 Уже после смерти Шарко, в 1899 году, была опубликована его книга «Исцеляющая вера». В ней говорится о решающей роли веры (сегодня — внушения) в происхождении и лечении симптомов истерии. Все знаменитые «чудесные исцеления» соматических заболеваний с помощью святых, их мощей, икон и т. п. Шарко объясняет тем же механизмом, который он демонстрировал в своих экспериментах. «Целительная вера религиозная и мирская не может быть раздвоенной; это один и тот же мозговой процесс, производящий одинаковые действия», — говорил он. Твёрдое убеждение больного в будущем излечении является самым главным лекарством в такого рода исцелении; создание у человека такого убеждения — задача целителя. Шарко полагал, что известные религиозные целители, такие как Франциск Ассизский, Св. Тереза, сами «страдали такой же болезнью, проявления которой затем они стали исцелять», то есть истерией.
Шарко видел истоки истерии в нарушении работы периферической нервной системы. Такого рода нарушения, по его мнению, приводят человека в особенно чувствительное к внешним воздействиям состояние, а это, как правило, влечёт за собой истерию. Шарко добился возможности принимать у себя в больнице не только женщин, но и мужчин. В результате исследований подтвердились его выводы о том, что истерия — не только женская болезнь.
Наряду с научной школой Сальпетриер, главой которой был Шарко, существовала и школа в Нанси, созданная Амбруазом Огюстом Льебо. Она также возникла на базе клиники и тоже занималась изучением природы гипноза и его использованием на практике. Ученые из Нанси предложили другое понимание гипноза как общего для всех людей свойства внушаемости, но выраженного у разных людей в разной степени. Они полностью отрицали причастность периферической нервной системы к гипнозу. По мнению нансинской школы, природа гипноза психологическая, тогда как Шарко считал её органической. Сегодня стало ясно, что в этом отношении была права школа Нанси, но нельзя недооценивать и вклад, который в исследования этой проблемы внёс Шарко. Дискуссия между двумя школами создала научную базу для изучения явлений гипнотизма и внушения, учёные усовершенствовали технику применения гипноза и сделали его реальным и эффективным инструментом для исследования и лечения нервных болезней. Важнейшим результатом их исследований было установление теснейших связей между психологией и физиологией.
Ж. М. Шарко оказал огромное влияние на Зигмунда Фрейда. В 1885 году Фрейд приехал на стажировку к Шарко в клинику Сальпетриер. Четыре месяца, которые Фрейд провёл в клинике, определили направление его дальнейшей работы. Шарко считал Фрейда способным студентом и доверил ему перевод своих работ на немецкий язык. Именно в своих исследованиях по истерии Фрейд делает первые наброски по психоанализу. Позже он говорил о Ж. М. Шарко: «Ни один человек не имел на меня такого влияния… Мне случалось выходить с его лекций с таким ощущением, словно я выхожу из Нотр-Дама, полный новым представлением о совершенстве». В 1889 году Фрейд назвал своего сына в честь Шарко — Жаном Мартином. В 1893 году в некрологе, опубликованном в Wiener Medizinische Wochenschrift и посвящённом Шарко, Фрейд отмечал, что как учитель Шарко был необычайно увлекателен, каждый из его докладов представлял собой небольшое произведение искусства, обладал совершенством формы и был запоминающимся и проникновенным. Фрейд писал:
Сам наставник Шарко при такой лекции производил своеобразное впечатление; тогда он, в котором живость и весёлость обычно лились через край, с губ которого не уставали сыпаться остроты, выглядел серьёзным и торжественным в своей бархатной шапочке, даже постаревшим, его голос звучал для нас словно приглушённо, и мы примерно могли понять, почему недоброжелатели иностранцы упрекали всю лекцию в театральности. Те, кто так говорил, наверное, привыкли к бесформенности немецкого клинического доклада или забывали о том, что Шарко читал всего одну лекцию в неделю, и, следовательно, имел возможность тщательно подготовиться.
За время работы Шарко в больнице Сальпетриер она превратилась в большой исследовательский институт мирового значения. Учениками Шарко были такие учёные, как Рише, П. Жане, А. Бине, которые продолжили его дело. Так же Шарко был учителем и наставником русского учёного В. М. Бехтерева.

## Отражение в культуре
Фильмография
- «Августина[фр.]» (2012) — французский художественный фильм режиссёра Алисы Винокур[англ.] о взаимоотношениях профессора Шарко и 19-летней пациентки Августины.
- «Бал безумцев» (2021) — французский художественный фильм режиссёра Мелани Лоран по одноимённому роману[15] 2019 года Виктории Мас о неврологической клинике Шарко и пациентке с даром слышать и видеть умерших.